# Rubén Patagonia
Rubén Patagonia, nombre artístico de Rubén Chauque (2 de julio de 1956, Comodoro Rivadavia, Provincia de Chubut), es un cantante folklórico, activista y actor argentino.

## Biografía
Uno de los referentes pilares del movimiento cultural patagónico. Su incansable militancia cultural, social a llevado generó que Patagonia y su idiosincrasia gane un espacio fundamental del mapa cultural nacional e internacional. Nacido en la provincia de Chubut, desciende de tehuelches, su infancia transcurrió en el caserío de Cañadón Perdido y en el barrio General Mosconi de Comodoro Rivadavia. Durante su adolescencia vivió en Sarmiento; mientras estudiaba en la escuela agrotécnica local, comenzó a frecuentar ambientes musicales y comenzó su carrera. Al principio participó de bandas locales, con un repertorio ecléctico que iba desde el rock nacional a la música popular, pero en los festivales comenzó a cantar, como solista, temas folclóricos. En uno de ellos conoció al intérprete Abelardo Epuyén González. Este músico, quien reivindicaba la tradición local, le aconsejó: «nunca cante "al pedo"» (es decir, sin motivo). Esto lo llevó a comprometerse con la música de su región y a reflejar en ella los sentimientos y problemas de los pueblos originarios. Esta insistencia en cantar canciones patagónicas, le valieron su nombre artístico que, según contó su hijo en una entrevista, definió su identidad artística por el resto de su vida.

“En una peña donde le daban un lugarcito para cantar, un día, en el pizarrón de la cartelera, encontró dentro de la programación de artistas un nombre que decía ‘Rubén Patagonia’. Era finales de la década del 70, y dijo ‘qué bueno, más cantores patagónicos’, pero resulta que Rubén Patagonia era él. Le pusieron así por la insistencia de cantar canciones de la región.

Rubén vivió en Comodoro hasta la década de 1990, cuando, casado con Elena y con un hijo, Jeremías, se mudó a Cipolletti, en Río Negro, luego a la provincia de Buenos Aires, y más tarde a Córdoba. En 2021 se radicó en la provincia de Santa Fe. Luego de una intervención quirúrgica delicada, su actualidad esta abocada a transitar un exitoso proceso de recuperación. Sus hijos, encabezado por su productor artístico histórico, Jeremias Chauque, siguen en estos momentos enarbolando su legado a través de Pewu, Canto Patagon, propuesta que recorre Argentina y el exterior fortaleciendo la identidad cultural patagónica con una impronta artística novedosa y cargada con la fuerza que caracteriza a esta familia referente de la cultura popular argentina.

## Carrera

### Músico
En la década de 1970 comenzó su labor como intérprete, con un estilo que une elementos musicales patagónicos, con aportes criollos y europeos. Su primer álbum, «Más Acá del Colorado», fue lanzado en 1979. 
Al mismo tiempo se interesó por rescatar los saberes y tradiciones de los pueblos originarios del sur del continente americano, para lo cual comenzó, en 1984, un taller didáctico enfocado en rescatar las culturas mapuche, aonikenk y selknam.
Lleva editados varios trabajos discográficos y cientos de recitales junto a referentes de la música popular argentina como Milton Aguilar, Almafuerte, Marcelo Berbel, Flavio Cianciarulo (de la banda Los Fabulosos Cadillacs), Peteco Carabajal, Divididos, Los Gardelitos, León Gieco, Andrés Giménez (de la banda ANIMAL y D-Mente), Hugo Giménez Agüero, Epuyén González, Víctor Heredia, Claudio Marciello (de la banda Almafuerte), Bersuit Vergarabat, Álvaro Villagra (Estudio del Abasto), Lito Vitale, La Renga.

### Actor
En 1986 fue convocado por el cineasta Carlos Sorín para participar en La película del rey, junto a Ulises Dumont, Ana María Giunta y Julio Chávez. En 1987 participó en la película estadounidense Eterna sonrisa de Nueva Jersey, junto a Daniel Day-Lewis (ganador del premio Óscar).
En 1988 participó en la miniserie italiana De los Apeninos a los Andes, junto a Giuliano Gemma, Luis Brandoni y Patricio Contreras. En 1989 participó en la película francesa El navegante y los cóndores. En el año 2000 actuó en la película del cineasta Javier Olivera El camino.
En 2011 trabajó en la exitosa miniserie El elegido, junto a Pablo Echarri, Lito Cruz, Patricio Contreras, Leonor Manso, Leticia Brédice y Paola Krum.

## Discografía
- 1997: Miremos al sur
- 1998: Cutral-Co (que contiene la canción «Cutral-co», de Sergio Castro)[8] Fue producido por Ricardo Iorio[5] para la empresa discográfica multinacional Emi Odeón.
- 2001: Volver a ser uno, producido por León Gieco[5] para la empresa discográfica multinacional Universal Music.
- 2006: Historias, producido por la discográfica independiente Aonikenk Producciones.

## Filmografía
| Título                                                                            | Año  | Director         |
| --------------------------------------------------------------------------------- | ---- | ---------------- |
| La película del rey                                                               | 1986 | Carlos Sorín     |
| Eversmile, New Jersey (Eterna sonrisa de Nueva Jersey)                            | 1989 | Carlos Sorín     |
| Dagli Appennini alle Ande (De los Apeninos a los Andes, miniserie de televisión). | 1990 | Pino Passalacqua |
| El navegante                                                                      | 1989 |                  |
| El camino                                                                         | 2000 | Javier Olivera   |
| El elegido                                                                        | 2011 |                  |